# Selaginella congoensis
Selaginella congoensis är en mosslummerväxtart som beskrevs av Arthur Hugh Garfit Alston. Selaginella congoensis ingår i släktet mosslumrar, och familjen mosslummerväxter. Inga underarter finns listade i Catalogue of Life.